# Cronista di corte del Regno del Portogallo

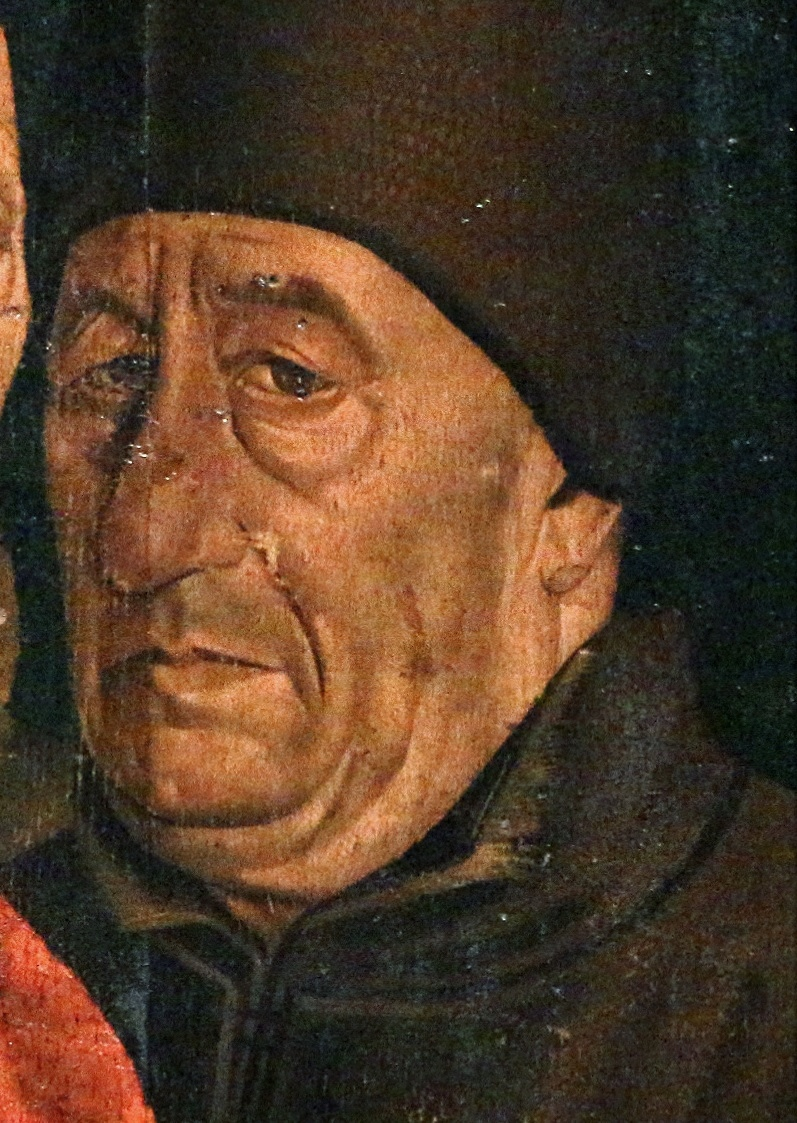
Fernão Lopes (tratto dal Polittico di San Vincenzo) fu uno degli storiografi più apprezzati di tutta la cultura portoghese, il primo ad essere insignito della carica.

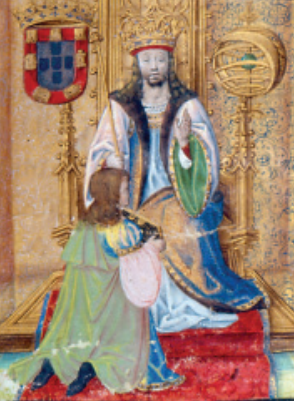
Il cronista Rui de Pina presenta a Manuele I del Portogallo Cronaca del re Giovanni II

Il  cronista di corte del Regno del Portogallo (in portoghese: Cronista-Mor do Reino) era una posizione di corte nel Regno del Portogallo, istituita formalmente nel 1434 dal re Edoardo I del Portogallo. Il cronista era l'autorità ufficiale specializzato sulla storiografia portoghese. 

## Storia
La carica fu presto unificata con il Custode dell'Archivio Reale, già centralizzato in modo autonomo negli anni settanta dell'Ottocento, singolarità della storia tardo medievale sia nella sua precoce creazione che nell'organizzazione.
Il primo ad occupare tale carica fu Fernão Lopes, nel 1434. L'ultimo occupante fu lo scrittore e politico Almeida Garrett, che venne licenziato nel 1841, dopo aver criticato António José de Ávila, allora era ministro dello Scacchiere, e nessuno fu nominato per sostituirlo. L'anno successivo, il ministro del Regno Costa Cabral emanò un decreto che estinse la carica di capo cronista e trasferì le sue responsabilità al Custode degli Archivi Reali.

## Lista dei cronisti
Segue l'elenco dei cronisti in ordine di nomina:
1. 1434 – Fernão Lopes
2. 1459 – Gomes Eanes de Zurara
3. 1484 – Vasco Fernandes de Lucena
4. 1497 – Rui de Pina
5. 1525 – Fernão de Pina
6. 1550 – D. António Pinheiro
7. 1599 – Francisco de Andrade
8. 1614 – Fr. Bernardo de Brito OCist
9. 1618 – João Baptista Lavanha
10. 1625 – D. Manuel de Meneses
11. 1630 – Fr. António Brandão OCist
12. 1644 – Fr. Francisco Brandão OCist
13. 1682 – Fr. Rafael de Jesus OSB
14. 1695 – José de Faria
15. 1709 – Fr. Bernardo de Castelo Branco OCist
16. 1726 – Fr. Manuel dos Santos OCist
17. 1740 – Fr. Manuel da Rocha OCist
18. 1745 – Fr. António Botelho OCist
19. 1747 – Fr. José da Costa OCist
20. 1755 – Fr. António Caldeira OCist
21. 1784 – Fr. António da Mota OCist
22. 1807 – Fr. João Huet
23. 1822 – João Bernardo da Rocha Loureiro
24. 1823 – Fr. Cláudio da Conceição
25. 1835 – João Bernardo da Rocha Loureiro
26. 1838 – João Baptista de Almeida Garrett